# Госьцерадув-Указови
Госьцерадув-Указови (пол. Gościeradów Ukazowy) — село в Польщі, у гміні Госцерадув Красницького повіту Люблінського воєводства.
Населення — 935 осіб (2011).
У 1975-1998 роках село належало до Тарнобжезького воєводства.

## Демографія
Демографічна структура станом на 31 березня 2011 року:
|          | Загалом | Допрацездатний вік | Працездатний вік | Постпрацездатний вік |
| -------- | ------- | ------------------ | ---------------- | -------------------- |
| Чоловіки | 474     | 113                | 309              | 52                   |
| Жінки    | 461     | 100                | 261              | 100                  |
| Разом    | 935     | 213                | 570              | 152                  |